# Gilles Granouillet
Gilles Granouillet est un metteur en scène et auteur dramatique français né à Saint-Étienne en 1963.

## Biographie
Issu du milieu ouvrier stéphanois, il fonde en 1989 la compagnie Travelling théâtre avec laquelle il met en scène des auteurs comme Sam Shepard ou Jean-Claude Grumberg mais aussi ses propres textes. Une douzaine d'années plus tard, toujours à Saint-Etienne, avec son équipe il ouvre le Verso, petit théâtre indépendant ouvert aux jeunes artistes et aux formes novatrices. Pourtant c'est comme écrivain de théâtre qui se fait connaître sur le plan national. 
Souvent chroniqueur de l'intime des "sans grade," cet auteur qui se dit "provincial" semble avoir fait de la perte la thématique centrale de son œuvre. 
En 1999, il devient auteur associé à la Comédie de Saint-Etienne avec laquelle il collabore jusqu'en 2010. En France, il est mis en scène par Guy Rétoré, Gilles Chavassieux, Philippe Adrien, Jean Marc Bourg, Carole Thibaut, Jean-Claude Berutti, Jacques Descorde, Philippe Sireuil, Magali léris... C'est avec François Rancillac qu'il trouve une complicité régulière à travers plusieurs pièces comme Zoom, Nager cueillir ou Ma mère qui chantait sur un phare. Traduit en plusieurs langues, il est joué dans une dizaine de pays.

## Œuvres
- Les Anges de Massilia, Saint-Gély-du-Fesc, France, Éditions Espaces 34, col. « Espace théâtre », 1995, 100 p.  (ISBN 2-907293-31-1)
- Vodou, suivi de Chroniques des oubliés du Tour, Arles, France, Actes Sud, coll. « Papiers », 1999, 118 p.  (ISBN 2-7427-2058-8)
- L’Incroyable Voyage, Arles, France, Actes Sud, coll. « Papiers », 2002, 49 p.  (ISBN 2-7427-3876-2)

- Nuit d'automne à Paris, Paris, Éditions de l’Avant-Scène, coll. « des quatre-vents », 2002, 70 p.  (ISBN 2-7498-0895-2)
- Six hommes grimpent sur la colline, Arles, France, Actes Sud, coll. « Papiers », 2003, 46 p.  (ISBN 2-7427-4404-5)
- Lorène, dans Coll., « Monologues pour et autres textes », Saint-Gély-du-Fesc, France, Éditions Espaces 34, col. « Théâtres Labyrinthes », 2003, 127 p.  (ISBN 2-907293-93-1)
- Le saut de l'ange, dans Gustave Akakpo. et al., « 4 petites comédies pour une Comédie », Carnières, Belgique, Éditions Lansman, 2004, 53 p.  (ISBN 2-87282-464-2)
- Ralf et Panini, Arles, France, Actes Sud, coll. « Papiers », 2004, 42 p.  (ISBN 2-7427-5344-3)
- Une saison chez les cigales, suivi de Trois femmes descendent vers la mer, Arles, France, Actes Sud, coll. « Papiers », 2006, 87 p.  (ISBN 2-7427-5988-3)
- Vesna, suivi de La Maman du petit soldat, Arles, France, Actes Sud, coll. « Papiers », 2007, 78 p.  (ISBN 978-2-7427-7157-8)
- L’Envolée, suivi de Ma mère qui chantait sur un phare, Arles, France, Actes Sud, coll. « Papiers », 2008, 118 p.  (ISBN 978-2-7427-7777-8)
- Nos écrans bleutés, Arles, France, Actes Sud, coll. « Papiers », 2009, 42 p.  (ISBN 978-2-7427-8576-6)
- Zoom, Carnières, Belgique, Éditions Lansman, 2009, coll. « Théâtre à vif », 65 p.  (ISBN 978-2-87282-682-7)[1]
- Un endroit où aller : Michel Graniou ou Les âges de la mémoire, Gap, France, Éditions de la Bibliothèque départementale des Hautes-Alpes, 2009, 41 p.  (ISBN 978-2-9537196-1-1)
- Speed dating, dans Coll., « Triptyque.com ou Ma langue au diable », Échalas - Givors, France, Color Gang Éditions, coll. « Exercices », 2010, 76 p.  (ISBN 978-2-915107-50-0)
- Combat, Paris, Éditions de l’Avant-Scène, coll. « des quatre-vents », 2011, 68 p.  (ISBN 978-2-7498-1206-9)
- Eaux froides, Châteauroux-les-Alpes, France, Éditions Gros Textes, coll. « Pour tout bagage », 2012, 71 p.  (ISBN 978-2-35082-182-5)
- Poucet pour les grands, Carnières, Belgique, Éditions Lansman, 2012, coll. « Théâtre à vif », 46 p.  (ISBN 978-2-87282-910-1)
- Les Psychopompes, suivi de Abeilles, Arles, France, Actes Sud, coll. « Papiers », 2014, 52 p.  (ISBN 978-2-330-03583-9)
- Deux enfants, Manage, Belgique, Éditions Lansman, 16, 36 p.  (ISBN 978-2-8071-0128-9)
- Enterrement d'une vie de jeune fille, Manage, Belgique, Éditions Lansman, 2017, 58 p.  (ISBN 978-2-8071-0137-1)
- Naissances, Manage, Belgique, Éditions Lansman, 2018, 58 p.  (ISBN 978-2-8071-0172-2)
- Le Transformiste, Paris, Éditions de l'avant-scène, coll des quatre-vents, 2019, 63 p.  (ISBN 978-2-7498-1446-9)
- Drache, suivi de Un mariage, Color Gang Éditions, 2019, 93 p.  (ISBN 978-2-490293-09-4)